# Starolukeanivka, Hornostaiivka
Starolukeanivka (în ucraineană Старолук'янівка) este un sat în comuna Cervona Poleana din raionul Hornostaiivka, regiunea Herson, Ucraina.

## Demografie
Componența lingvistică a localității Starolukeanivka
     Ucraineană (92,72%)
     Rusă (7,28%)
Conform recensământului din 2001, majoritatea populației localității Starolukeanivka era vorbitoare de ucraineană (92,72%), existând în minoritate și vorbitori de rusă (7,28%).